# ألكسندر كاربوف
ألكسندر كاربوف (بالروسية: Александр Карпов؛ وُلد عام 1917 – توفي عام 1944) كان طيار مقاتل سوفيتي خلال الحرب العالمية الثانية. حصل على لقب بطل الاتحاد السوفيتي مرتين تكريمًا لبطولاته في القتال الجوي.

## الحياة العسكرية
انضم كاربوف إلى القوات الجوية السوفيتية في عام 1939، وأثبت جدارته كطيار مقاتل خلال الحرب العالمية الثانية. تميز بمهاراته القتالية العالية وشجاعته في المعارك الجوية ضد قوات المحور. بفضل إنجازاته الاستثنائية، مُنح لقب بطل الاتحاد السوفيتي مرتين، وهو أعلى وسام شرف عسكري في الاتحاد السوفيتي.
خلال مسيرته، حقق كاربوف عددًا كبيرًا من الانتصارات الجوية قبل أن يُقتل في القتال عام 1944.

## الجوائز والأوسمة
- بطل الاتحاد السوفيتي (مرتين)

- أوسمة وألقاب عسكرية أخرى من الاتحاد السوفيتي تكريمًا لخدماته.